# Pachuquilla
Pachuquilla es una ciudad mexicana, cabecera municipal de Mineral de la Reforma en el estado de Hidalgo. La comunidad de Pachuquilla, por su cercanía a Pachuca, siempre se le ha considerado como parte de la misma ciudad, pues comparten una geográfica similar y los contactos entre sus habitantes han sido continuos desde la época prehispánica.
La distancia de unión con Pachuca de Soto es de 7,5 km, razón por la que la ciudad pertenece a la Zona metropolitana de Pachuca. Se encuentra situada al sureste de Pachuca de Soto, al noreste de la Ciudad de México con  100 km de distancia y a 38 km de Tulancingo.

## Toponimia
El nombre de PACHUQILLA, deriva del de Pachuca, al que le suprime el término "can" que es locativo y le agrega la partícula "ill", utilizada en el lenguaje común para designar a cosas pequeñas, es decir significaría el “Pequeño Pachuca”.
La palabra Pachuca, ha sido objeto de diversas traducciones, algunas la derivan de Tepachoa, que significa guía o gobierno y la partícula can locativa es decir “Lugar de Gobierno”; sin embargo la versión más completa es la que la hace proceder de la raíz "pachtli", que es la designación a una especie de heno o planta parásita, que crece alrededor del tronco de árboles abrazándolos o estrechándolos, inclusive de esta partícula procede el verbo apapachar, que quiere decir abrazar cariñosamente, de lo anterior se desprende que Pachuca significa “Lugar Estrecho”.

## Historia

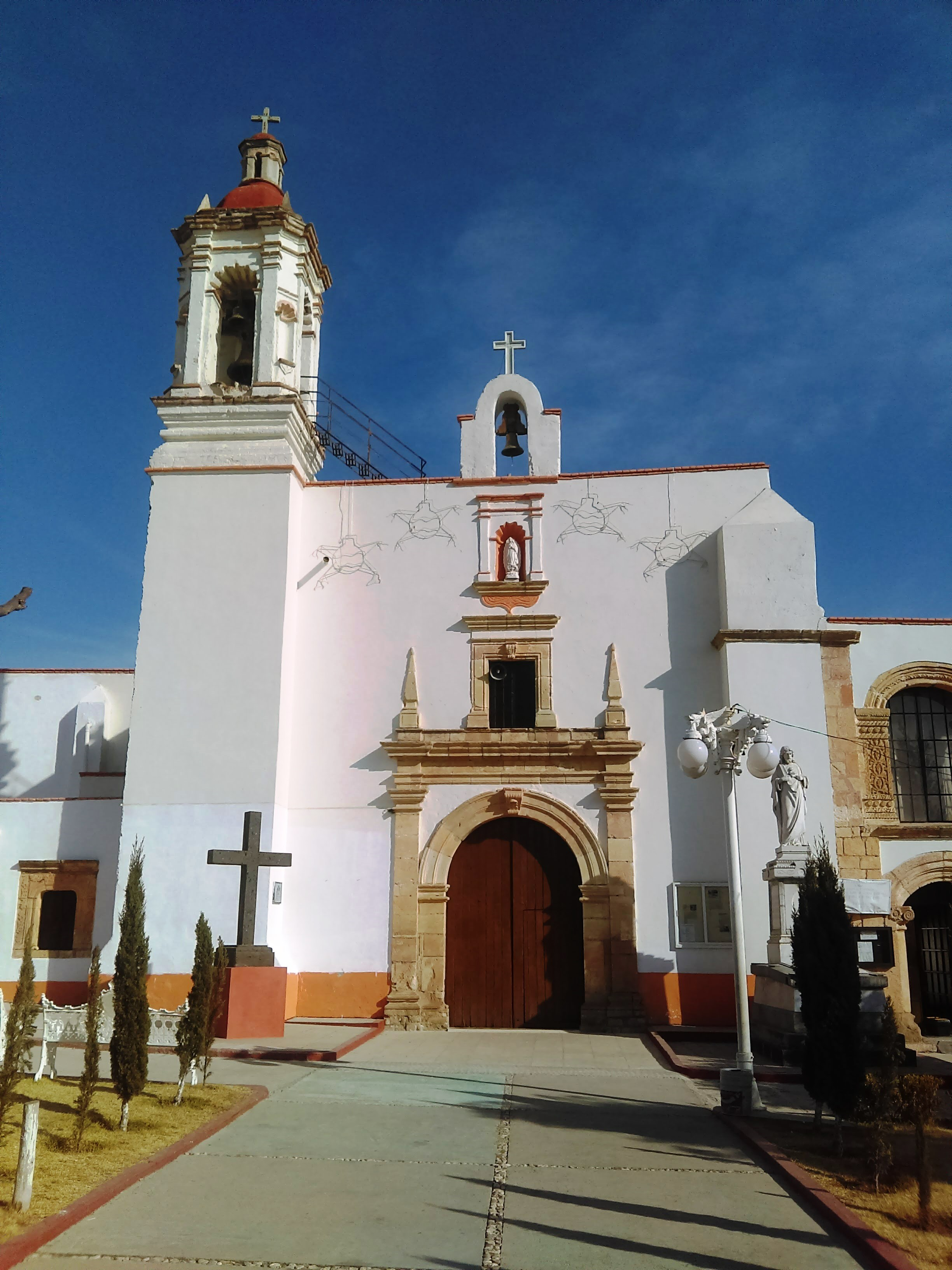
Parroquia de la Preciosa Sangre de Cristo.

En sus orígenes fue habitado por tribus nómadas, provenientes del norte de México. Posteriormente pasa a ser dominio de los toltecas, después de la destrucción de Tollan-Xicocotitlan por los chichimecas, estos se extendieron su dominio comprendiendo a la actual ciudad, la cual pasa a formar parte del señorío de Tulancingo, dependiente del reino de Acolhuacan. Al nacer el imperio Azteca, quedaron bajo el dominio de este imperio; los mexicas fundaron Tepehuacán, conquistaron Patlachuican (Pachuca) y llegaron hasta Huejutla.
La fundación del poblado de Pachuquilla, se establece en los primeros años del Virreinato de la Nueva España en 1531 aproximadamente; en una avanzada de los españoles, que partió de Ixmiquilpan, bajo las órdenes de los capitanes Pedro Rodríguez de Escobar y Andrés Barrios, quienes obtuvieron triunfo sobre las tribus nativas. En el año de 1550, se establece la ciudad como un importante centro metalúrgico.
En 1865 el emperador Maximiliano de Habsburgo divide al país en 50 departamentos; quedando integrado el Departamento de Tulancingo, al cual pertenecía la antiguamente llamada Azoyatla. En 1867 la superficie territorial de la ciudad se integra al distrito de Pachuca.
En 1917 el aumento de las necesidades de la población propicia modificaciones en el distrito de Pachuca y se crea el municipio de Mineral de la Reforma. El 13 de abril de 1920, siendo gobernador Nicolás Flores, por medio del decreto número 1099, erige al municipio (situación que obedece principalmente a la enorme explotación de vetas de plata en la región), denominando cabecera municipal al pueblo de San Guillermo (lugar donde se localizaban los principales yacimientos).
El 16 de noviembre de 1941, el gobernador José Lugo Guerrero, reforma el anterior decreto, por lo que los barrios de El Tejocote, Pajaritos, Guadalupe Hidalgo y el Lobo, pasan a formar parte del municipio de Pachuca. Con el transcurrir del tiempo las vetas de plata y de otros minerales se agotan, lo que lleva a la desaparición de la industria minera del municipio, que trae como consecuencia que los habitantes de San Guillermo emigren a otros pueblos vecinos en busca de fuentes de trabajo.
El 15 de noviembre de 1958, el gobernador Alfonso Corona del Rosal, emite el decreto n.º 43 por medio del cual se cambian los poderes municipales de San Guillermo al pueblo de Pachuquilla.

## Geografía

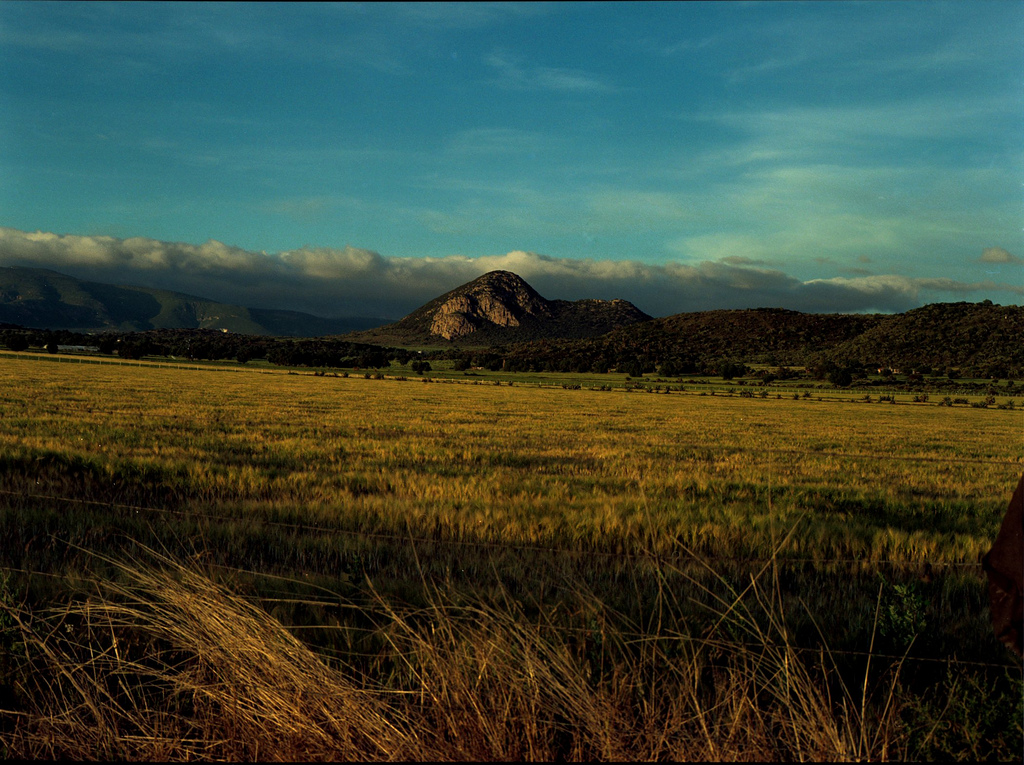
Valle Pachuca-Tizayuca en los límites de Pachuquilla y Pachuca.

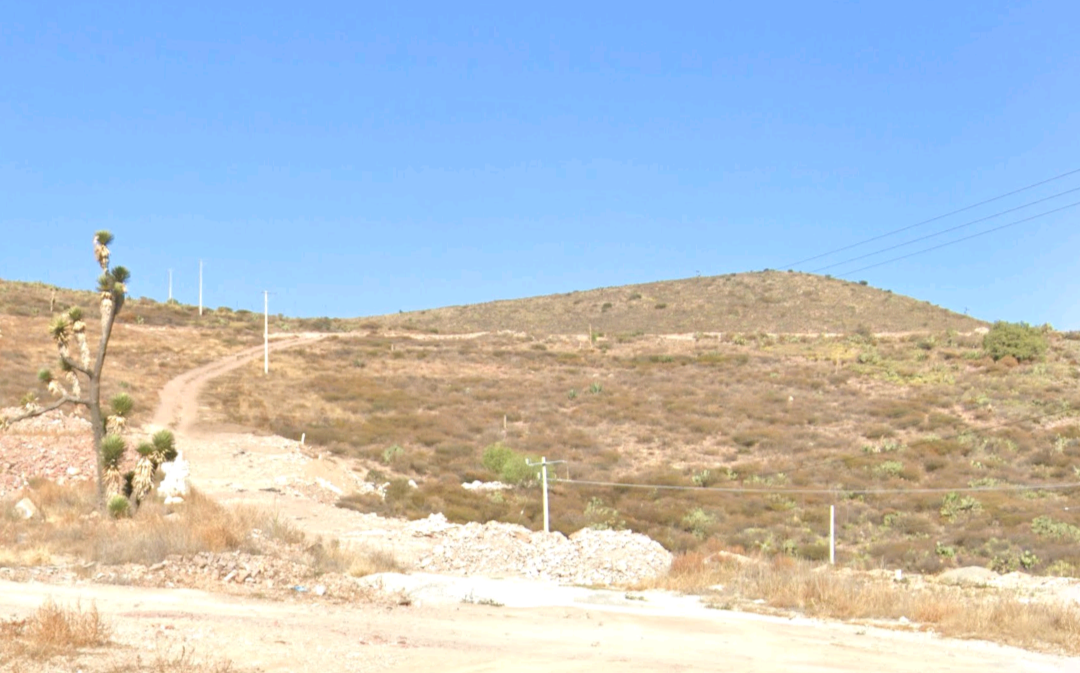
Cerro "La Sotolera" al norte de Pachuquilla en los límites con Carboneras.

Sus coordenadas son, latitud norte 20°4′21″, mientras su longitud oeste es 98°41′47″, con una latitud de 2439 m s. n. m. Se ubica en la región de los valles altos al oeste del estado, en la región geográfica del estado de Hidalgo denominada Comarca Minera.
La vegetación es raquítica por las condiciones climatológicas que imperan sólo predominan las plantas xerófilas como: Maguey, nopal, mezquite, cactus, biznaga, huizache, estepicursor, yuca potosina , yuca filifera, agave lechuguilla y pirul. La fauna silvestre es prácticamente nula, pues solo puede encontrar conejos y roedores, algunas aves como el zenzontle, paloma, cuervo, lechuza, gorrión, y pocos reptiles como la lagartija, víbora de cascabel y camaleón así como un gran número de insectos.
Se ubica dentro de la provincia fisiográfica del Eje Neovolcánico, y a la Región hidrológica del río Panuco. Existen áreas erosionadas principalmente por la acción del viento y el agotamiento del suelo por la práctica agrícola.

### Clima
El clima es templado-frío, con regímenes de lluvias en los meses de junio, julio, agosto y septiembre teniendo una precipitación pluvial de 392 mm, por año. Los meses más calurosos se presentan en mayo, junio, julio y agosto. La dirección de los vientos es de sur a oeste, de poca humedad, principalmente en los meses de febrero, marzo y abril.
La temperatura anual media es de 14,2 °C, temperatura máxima es de 31,4 C°  y temperatura mínima oscila entre los 3° y 5 °C, la precipitación media anual es de 387 mm cúbicos. La presión atmosférica es de 574 mm de Hg.

## Política
El ayuntamiento se compone de: 1 presidente municipal, 1 síndico procurador hacendario, 1 síndico procurador jurídico 19 regidores, 51 delegados y 7 comisariados ejidales. La ciudad pertenece a los distritos electorales: XVII Distrito Electoral Local de Hidalgo y IV Distrito Electoral Federal de Hidalgo.
Las autoridades locales de Pachuquilla son las siguientes: presidente municipal, H. Asamblea Municipal, Secretario, Comandancia de Policía, Juez Conciliador, Juez del Registro Civil, Tesorería, Jueces Municipales y Servicios Públicos.

## Demografía

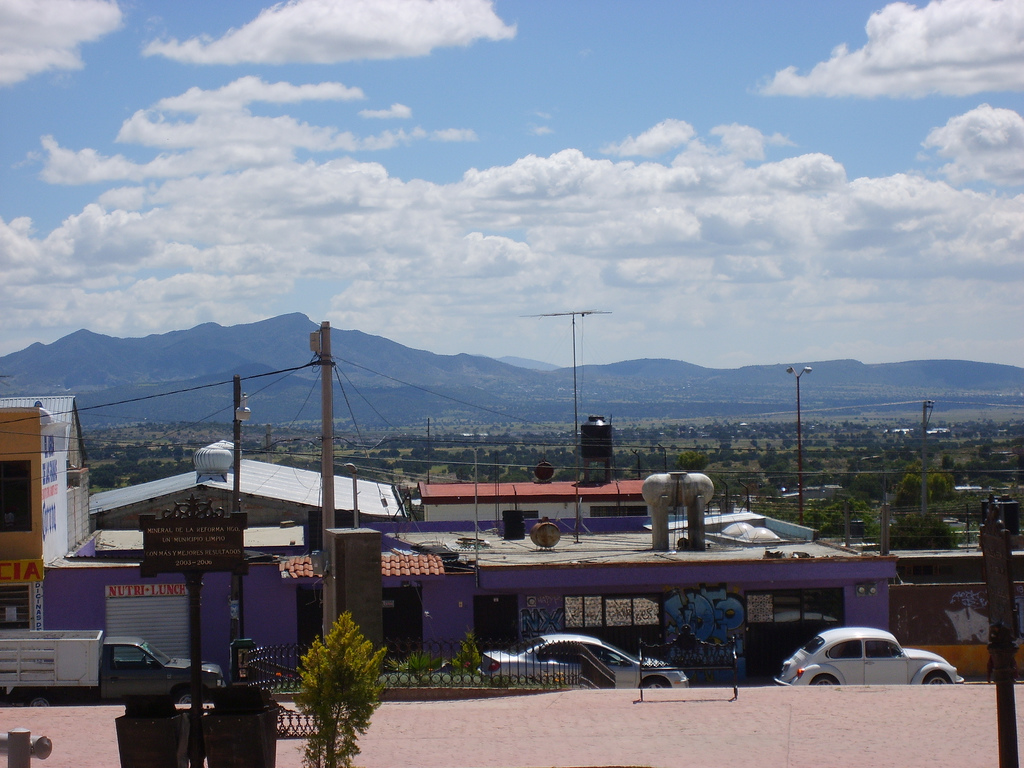
Vista panorámica de Pachuquilla.

De acuerdo con el Censo de Población y Vivienda 2020 del INEGI; la localidad tiene una población de 9559 habitantes, lo que representa el 4.72 % de la población municipal. De los cuales 4627 son hombres y 4932 son mujeres; con una relación de 93.82 hombres por 100 mujeres. Debido a la cercanía con Pachuca de Soto la ciudad fue adsorbida por la Zona Metropolitana de Pachuca.
Las personas que hablan alguna lengua indígena, es de 79 personas, alrededor del 0.83 % de la población de la ciudad. En la ciudad hay 113 personas que se consideran afromexicanos o afrodescendientes, alrededor del 1.18 % de la población de la ciudad.
De acuerdo con datos del censo INEGI 2020, unas 7330 declaran practicar la religión católica; unas 850 personas declararon profesar una religión protestante o cristiano evangélico; 16 personas declararon otra religión; y unas 1310 personas que declararon no tener religión o no estar adscritas en alguna.
| Gráfica de evolución demográfica de Pachuquilla entre 1900 y 2020                            |
|                                                                                              |
| Población de los censos y conteos del Instituto Nacional de Estadística y Geografía (INEGI). |

## Servicios públicos

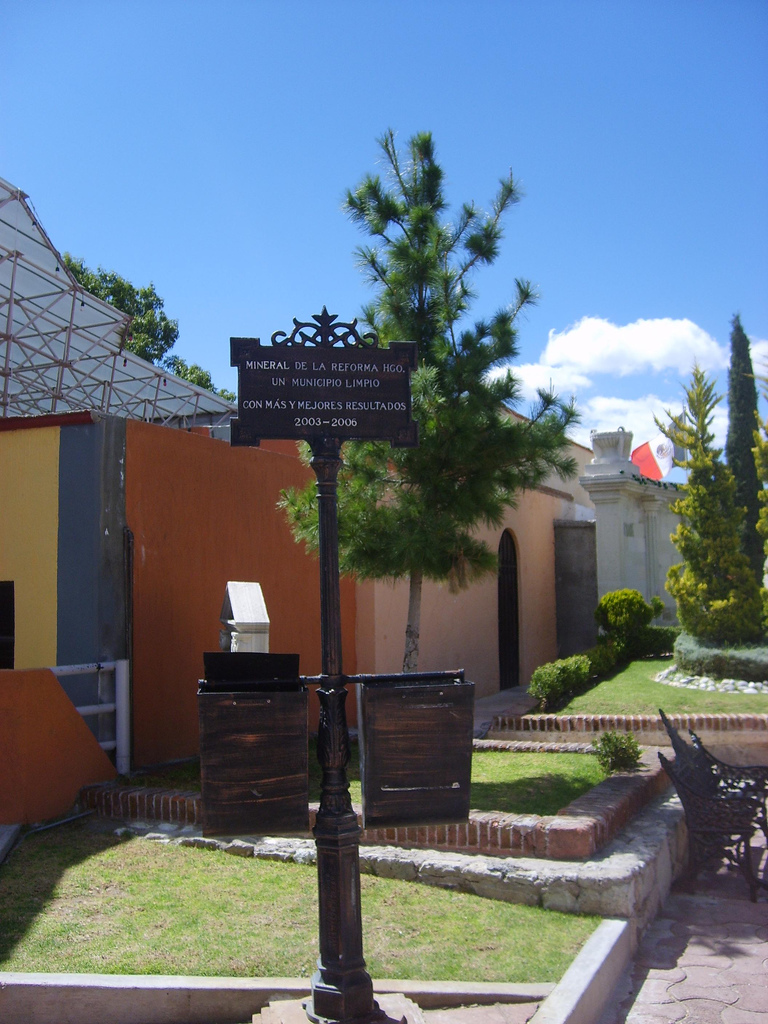
Un contenedor de basura en el centro de la ciudad.

### Agua potable y drenaje
El servicio de agua potable cubre el 97% del cual 67% se canaliza a casas habitación, el 28% ha sido conectado a terreno, el 0.69% a la toma pública y el 3% no cuenta con servicio de agua potable.
Las fuentes de abastecimiento son subterráneas, a través de pozos, este servicio lo presta directamente la Comisión de Agua y Alcantarillado de Sistemas Intermunicipales (CAASIM). Las líneas de conducción son a base de tubería de PVC cuyas longitudes varían para cada sistema y los diámetros generalmente son de 6”. Las redes de distribución en su mayoría son a base tubería PVC de 2 ½” y 3”. La cloración del agua potable se lleva a cabo mediante el dispositivo de hipoclorito de sodio, en todos los sistemas; por lo que la calidad del agua es buena.
El drenaje que ha incrementado la cobertura ya que pasó del 75% en 1995 al 95% en el año 2000; está construido a base de tubos de albañal de diferentes pulgadas de diámetro y pozos de visita. Las descargas del drenaje se realizan a red pública, fosas de oxidación y a cielo abierto.

### Infraestructura eléctrica y de alumbrado
El servicio de electricidad ha cubierto, el 99% de viviendas. El servicio está a cargo de la empresa paraestatal: Comisión Federal de Electricidad; antiguamente se encargaba la extinta Luz y Fuerza del Centro.
En cuanto a alumbrado público, para la prestación de este servicio el ayuntamiento cuenta con un departamento de alumbrado público y equipo consistente en un vehículo acondicionado con grúa y canastilla para la eficiente realización de su trabajo. Se cuenta aproximadamente con 2,350 lámparas de alumbrado público.

### Manejo de residuos y sanidad
Se cuenta con un de recolección de basura, para lo cual existen 2 camiones compactadores de 14 m³ y 2 de 7 m³, así como 2 camionetas de redilas de 7 m³ apoyado por 23 unidades particulares. La disposición final se deposita en el relleno sanitario municipal. La recolección diaria de basura es de aproximadamente de 45 toneladas, lo que significa un volumen anual de más de 14.265 mil toneladas.
Se cuenta con una Clínica de Salud y con un módulo de salud mental; los principales padecimientos de la población son: infecciones respiratorias agudas, infecciones intestinales, infección de vías respiratorias, amebiasis intestinal, gastritis y caries dental.

### Educación
La ciudad cuenta con escuelas de nivel: preescolar, primarias, secundarias y a nivel medio superior. La Universidad Autónoma del Estado de Hidalgo brinda sus servicios a toda la población en general de Pachuca y su zona metropolitana.
También cuentan con un Centro de Capacitación para el Trabajo, que tiene como tarea principal apoyar a la gente desempleada con la enseñanza de algún oficio, además de que cuenta con bolsa de trabajo.